# Adriana Jiménez
Pour les articles homonymes, voir Jiménez.
Adriana Jiménez, née le 20 janvier 1985 à Mexico, est une plongeuse mexicaine.

## Carrière
Adriana Jiménez est médaillée d'argent du plongeon de haut vol aux Championnats du monde de natation 2017 à Budapest ainsi qu'aux Championnats du monde de natation 2019 à Gwangju.